# Rhamnus pulogensis
Rhamnus pulogensis är en brakvedsväxtart som beskrevs av Elmer Drew Merrill. Rhamnus pulogensis ingår i släktet getaplar, och familjen brakvedsväxter. Inga underarter finns listade i Catalogue of Life.